# Witheringia hunzikeri
Witheringia hunzikeri är en potatisväxtart som beskrevs av D'arcy. Witheringia hunzikeri ingår i släktet Witheringia och familjen potatisväxter. Inga underarter finns listade i Catalogue of Life.